# مجلس نابلس

المعطف الاذرع لمملكة القدس

مجلس نابلس (بالإنجليزية: Council of Nablus) كان مجلسًا لأمراء الكنسية والعلمانيين في مملكة القدس الصليبية، المنعقد في 16 يناير 1120.

## التاريخ
انعقد المجلس في نابلس من قبل وارموند، بطريرك القدس، والملك بالدوين الثاني ملك القدس، أنشأت خمسة وعشرين قانون كنسي مع كل من الشؤون الدينية والعلمانية، لم يكن مجلسًا للكنيسة تمامًا، لكنه لم يكن اجتماعًا للديوان الملكي؛ وفقًا لما قاله هانز ماير، نظرًا للطبيعة الدينية للعديد من الشرائع، يمكن اعتباره كلاً من المجلس البرلمان والمجلس الكنسي، الإتفاق الناتج بين البطريرك والملك كان بمثابة كونكورد، على غرار كونكورد فورمس بعد عامين.
أنشأ المجلس أول قوانين مكتوبة للمملكة، من المحتمل أيضًا أن يكون هيوجز دو باينز قد حصل على إذن من الملك بالدوين الثاني من القدس ووارموند، بطريرك القدس لتأسيس فرسان الهيكل.
المجلس لم يذكر في تاريخ فوشيه الشارتري، الذي خدم في حاشية الملك بالدوين الثاني ويجب أن يكون حاضرًا، ربما يرجع السبب في ذلك إلى أن طبيعة القوانين، التي تتعامل مع جرائم وآثام السكان اللاتينيين، تتناقض مع تصوير فوشيه للمملكة على أنها يوتوبيا مسيحية، تضمن وليم الصوري، بعد حوالي ستين عامًا، سردًا مفصلاً للإجراءات، لكنه أهمل تسجيل أي من قوانين أنفسهم، والتي شعر أنها معروفة جيدًا ويمكن العثور عليها في أي كنيسة محلية؛ ومع ذلك، فقد أراد أيضًا تجنب التضمين بأن المملكة الأولى لم تكن بطولية كما تذكرها جيله.
على الرغم من أن القوانين ربما كانت معروفة جيدًا في عهد ويليام، إلا أن نسخة واحدة فقط، موجودة في كنيسة في صيدا، والتي بقيت بعد إعادة الاستيلاء على المملكة، وصلت هذه النسخة إلى أوروبا حيث كانت في المكتبة البابوية في أفينيون بحلول عام 1330، وهي موجودة الآن في مكتبة الفاتيكان.
تم تحرير نسخة في مجموعة كونسيل الجديدة والواسعة جدًا لجيوفاني دومينيكو منسي في القرن الثامن عشر، ومؤخراً تم نشر نسخة جديدة من قبل بنيامين كيدار في مجلة المنظار (المجلد 74 ، 1999)، يجادل كيدار بأن القوانين مستمدة إلى حد كبير من القوانين البيزنطية، التي أصدرها ليو الثالث والقسطنطين الخامس في 741، يعتقد كيدار أن القوانين وضعت في موضع التنفيذ في القرن الثاني عشر، على الرغم من أن مروان نادر لا يوافق على ذلك، حيث لم يتم تضمينها في ليفر ديسيسيس دي لا كور ديس بورجوا وغيره من قوانين ومؤامرات القدس ، التي كُتبت في القرن الثالث عشر.

## المضمون
تبدأ الشرائع بأسباب استدعاء المجلس: لقد ابتليت القدس بالجراد والفئران على مدار السنوات الأربع الماضية، وكانت الدول الصليبية عمومًا تعاني من هجمات متكررة من المسلمين، كان يعتقد أن خطايا الشعب بحاجة إلى تصحيح قبل أن تنجح القدس.
القوانين (1-3) تتعامل مع العشور إلى الكنيسة، القانون 1 هو وعد للملك بالدوين بتسليم العشائر المناسبة للبطريرك، وتحديداً تلك الموجودة في عقاراته الملكية في القدس ونابلس وعكا، في القانون 2، يسعى بالدوين إلى الغفران عن العشور التي كان قد حجبها سابقًا، ويبرئه وارموند من هذه الخطيئة في القانون 3، وهذا يدل على أن الكنيسة كانت قادرة على تأكيد حقوقها في المملكة الصليبية، ولا يزال النصر في نزاع التنصيب ينفجر في أوروبا.
القوانين (4-7) التعامل مع الزنا، حد القانون 4 العقوبات المفروضة على رجل يُشتبه في ارتكابه الزنا مع زوجة رجل آخر، أولاً، يجب منعه من زيارة المرأة، وإذا زارها مرة أخرى، يجب عليه الحضور إلى الكنيسة ويخضع لمحنة الحديد الساخن لإثبات براءته، إذا ثبت أنه ارتكب الزنا، فكان القانون 5 ينص أنه جب أن يقطع قضيبه ثم يتم نفيه، عقاب المرأة الزانية هو تشويه الأنف، وهي عقوبة بيزنطية مألوفة، ما لم يكن زوجها يشفق عليها، وفي هذه الحالة يجب نفيهما، يتناول القانون 6 موقفًا مشابهًا لرجال الدين المسيحيون: إذا اشتبه رجل في أن رجل دين قام بزيارة زوجته، فيجب منعه من زيارتها أولاً؛ يجب الإشارة إلى جريمة ثانية إلى قاضي الكنيسة، وستؤدي الجريمة الثالثة تسوية رجل الدين، سيخضع بعد ذلك لنفس العقوبات الموصوفة في القانون 5، القانون 7 يمنع القواد أو البغي من "إفساد الزوجة بالكلمات"؛ مما يجعلها تصبح زانية، تطبق العقوبات في القانون 5 في هذه الحالة أيضًا.
القوانين (8-11) تفرض عقوبات على اللواط، أول ظهور لمثل هذه العقوبات في قانون العصور الوسطى، وفقًا للقانون 8، لواط الكبار، يجب أن يتم حرقهما على المحك لكلا الطرفين الفعال والغير الفعال، ومع ذلك، إذا كان الطرف الغير فعال طفلًا أو شخصًا مسنًا، وينص القانون 9 أنه يجب فقط حرق الطرف النشط، ويكفي أن يتوب الطرف الغير فعال، حيث يُفترض أنه أخطأ ضد إرادته، إذا كانت اللواط ضد إرادته لكنه احتفظ بها مخفية لأي سبب كان، يقول القانون 10 إنه أيضًا سيُحكم على أنه لوطي، يسمح قانون 11 لللواط بالتوبة وتجنب العقوبة، ولكن إذا وجد أنه شارك في اللواط مرة أخرى، فسيُسمح له بالتوبة مرة أخرى ولكن سيتم نفيه من المملكة.
اختصت القوانين (12-15) بالعلاقات الجنسية مع المسلمين، وهو سؤال مهم في المملكة، حيث فاق عدد المسلمين حدودهم اللاتينية، ينص قانون 12 على أن الرجل الذي يرتبط عن طيب خاطر بعلاقات جنسية مع امرأة مسلمة يجب أن ييصبح مخصيًا وأن تشوه أنفها، إذا اغتصب الرجل عبده المسلم، وفقًا للقانون 13، يجب أن تصادره الدولة، ويجب أن يخصَ، إذا اغتصب العبد المسلم للمرأة مسلمة، فقال القانون 14 إنه يجب إخضاعه لعقوبة الزاني المنصوص عليها في القانون 5 ، يتعامل قانون 15 مع نفس الموضوع بالنسبة للمرأة المسيحية - إذا كانت هناك علاقة جنسية مع رجل مسلم عن طيب خاطر، يجب أن يتعرض كلاهما لعقوبة الزنا، ولكن إذا تم اغتصابها، فلن تتم محاسبتها، سيتم تشوه (خَصيه) المسلم.
يمنع القانون 16 المسلمين من ارتداء الملابس مثل المسيحيين، وهذا القانون إشارة إلى القانون 68 المشابه لمجلس لاتران الرابع، والتي من شأنها أن تمنع كل من اليهود والمسلمين من اتخاذ اللباس المسيحي، صدرت قوانين مماثلة في إسبانيا، حيث اختلط المسيحيون واليهود والمسلمون على نحو مماثل.
تتعامل القوانين (17-19) مع الزواج المتعدد، وهو موضوع مهم آخر، حيث أهمل العديد من الصليبيين عائلاتهم في أوروبا، إذا أخذ الرجل زوجة ثانية، فعليه التوبة حتى يوم الأحد الأول من الصوم الكبير، لكن إذا كان يخفي جريمته ويُكتشف، فيجب مصادرة ممتلكاته ونفيه، يسمح قانون 18 لعقوبة الزواج التعددي دون عقاب إذا تزوج رجل أو امرأة دون علم من شخص متزوج بالفعل، ما دام بإمكانهما إثبات جهلهم، إذا أخذ الرجل زوجة ثانية وأراد طلاقها، ينص القانون 19 على أنه يجب أن يثبت أنه متزوج بالفعل، إما بمحنة الحديد الساخن، أو عن طريق جلب الشهود للحلف.
القوانين (20-21) التعامل مع رجال الدين، ينص قانون 20، إنه لا ينبغي أن يكون رجل الدين مذنباً إذا حمل السلاح دفاعًا عن النفس، لكنه لا يستطيع حمل السلاح لأي سبب آخر ولا يمكنه التصرف كالفارس، كان هذا مصدر قلق مهم للدول الصليبية، يُمنع رجال الدين عمومًا من المشاركة في الحرب في القانون الأوروبي، لكن الصليبيين احتاجوا إلى جميع القوى البشرية التي تمكنوا من العثور عليها، وقبل عام واحد فقط، كان البطريرك قد دافع عن أنطاكية في أعقاب معركة آجر سانغوينيس، إحدى الكوارث التي تمت الإشارة إليها في مقدمة القوانين، ينص قانون 21، أنه يجب على الراهب أو الكاهن المعتاد المرتد أن يعيد الأمر أو يذهب إلى المنفى.
القانون 22 يمنع ببساطة الإتهامات الكاذبة.
القوانين (23-25) تتعلق السرقة، ينص قانون 23 إن أي شخص يدان بسرقة ممتلكات تزيد قيمتها على بيزانت واحد (عملة ذهبية من الامبراطورية البيزنطية) يجب أن يكون إما مقطوعًا باليد أو القدم، أو إزالة عين، إذا كانت قيمة الممتلكات المسروقة أقل من بيزانت واحد، فيجب أن يتم وضع علامة عليه على الوجه وجلده علنًا، يجب إعادة البضائع المسروقة، ولكن إذا لم تعد في حوزة السارق، يصبح اللص نفسه ملكًا لضحيته، إذا تم سرقة اللص مرة أخرى، فيجب أن يرفع يده أو قدمه أو عينه الأخرى، أو يجب قتله، إذا كان اللص دون السن القانونية، ينص القانون 24 إنه يجب إبقاؤه في الحجز ثم إرساله إلى الديوان الملكي، لكن لم يتم تحديد أي عقوبة أخرى، ينص القانون 25 على أن هذه العقوبات لا تنطبق أيضًا على النبلاء، الذين يجب أن يخضعوا فقط لحكم المحكمة الملكية.

## الموقعين
أولئك الذين وقعوا كشهود على الشرائع كانوا في الغالب من الكنسيون، مع بعض النبلاء العلمانيين:
- وارموند، بطريرك القدس
- بالدوين، ملك مملكة بيت المقدس
- إهريمار، رئيس أساقفة
- برنارد، مطرانية الروم الكاثوليك في الناصرة.
- انسكويدينس، أبرشية بيت لحم الرومانية الكاثوليكية في الأرض المقدسة
- روجر، أسقف الرملة
- جيلديونس، الرئيس المختار لسانت ماري من وادي يوشافاط
- بيتر ، رئيس جبل طابور
- الشارد، رئيس دير المعبد
- أرنالدوس، رئيس جبل صهيون
- جيراردوس، رئيس كنيسة القيامة
- باغان ، مستشار مملكة القدس
- يوستاس جرينير، رب قيصرية وصيدا ،ضابط القدس
- وليام دي بوريس
- باريسان ، ضابط شرطة يافا
- بالدوين ، رب الرملة

## وصلات خارجية
- مجلس نابولي نسخة محفوظة 31 ديسمبر 2016 على موقع واي باك مشين.
- سيلوود، دومينيك. "فرسان الهيكل 3: ولادة الأمر نسخة محفوظة 15 يناير 2021 على موقع واي باك مشين.(2013)